# متسلسلة متقاربة
في الرياضيات، متسلسلة (بالإنجليزية: Convergent series)‏ هي مجموع حدود متتالية من الأعداد.
لتكن {\displaystyle \left\{a_{1},\ a_{2},\ a_{3},\dots \right\}} متتالية ما. الحد النوني للمجموع الجزئي {\displaystyle S_{n}} هو مجموع الحدود n الأولى للمتتالية، أي:
{\displaystyle S_{n}=\sum _{k=1}^{n}a_{k}.}
تكون متسلسلة ما متقاربة إذا كانت متتالية المجاميع الجزئية {\displaystyle \left\{S_{1},\ S_{2},\ S_{3},\dots \right\}} متقاربة. وبشكل رسمي، تكون متسلسلة متقاربة إذا وُجدت نهاية {\displaystyle \ell } حيث كيفما كان عدد موجب صغير ما {\displaystyle \varepsilon >0}، فإنه يوجد عدد {\displaystyle N} حيث مهما كان {\displaystyle n\geq \ N} فإن :
{\displaystyle \left|S_{n}-\ell \right\vert \leq \ \varepsilon .}
يقال عن متسلسلة غير متقاربة متسلسلة متباعدة.

## أمثلة على متسلسلات متباعدة ومتسلسلات متقاربة
- مجموع مقلوبات الأعداد الطبيعية يعطي متسلسلة متباعدة تسمى المتسلسلة المتناسقة:
{\displaystyle {1 \over 1}+{1 \over 2}+{1 \over 3}+{1 \over 4}+{1 \over 5}+{1 \over 6}+\cdots \rightarrow \infty .}
- مجموع مقلوبات الأعداد الطبيعية مع جعل إشارتها تتناوب بين السالب والموجب، يعطي متسلسة متقاربة:
{\displaystyle {1 \over 1}-{1 \over 2}+{1 \over 3}-{1 \over 4}+{1 \over 5}\cdots =\ln(2)}
- مجموع مقلوبات الأعداد الطبيعية الفردية مع جعل إشارتها تتناوب بين السالب والموجب (صيغة لايبنتس ل π), يعطي متسلسة متقاربة:
{\displaystyle {1 \over 1}-{1 \over 3}+{1 \over 5}-{1 \over 7}+{1 \over 9}-{1 \over 11}+\cdots ={\pi  \over 4}.}
- مجموع مقلوبات الأعداد الأولية يعطي متسلسة متباعدة (هذا برهان على أن عدد الأعداد الأولية غير منته):
{\displaystyle {1 \over 2}+{1 \over 3}+{1 \over 5}+{1 \over 7}+{1 \over 11}+{1 \over 13}+\cdots \rightarrow \infty .}
- مجموع مقلوبات الأعداد المثلثية يعطي متسلسلة متقاربة:
{\displaystyle {1 \over 1}+{1 \over 3}+{1 \over 6}+{1 \over 10}+{1 \over 15}+{1 \over 21}+\cdots =2.}
- مجموع مقلوبات عاملي الأعداد الطبيعية يعطي متسلسلة متقاربة (انظر إلى العدد e):
{\displaystyle {\frac {1}{1}}+{\frac {1}{1}}+{\frac {1}{2}}+{\frac {1}{6}}+{\frac {1}{24}}+{\frac {1}{120}}+\cdots =e.}
- مجموع مقلوبات المربعات الكاملة يعطي متسلسلة متقاربة (انظر إلى معضلة بازل):
{\displaystyle {1 \over 1}+{1 \over 4}+{1 \over 9}+{1 \over 16}+{1 \over 25}+{1 \over 36}+\cdots ={\pi ^{2} \over 6}.}
- مجموع مقلوبات قوى العدد اثنين يعطي متسلسلة متقاربة:
{\displaystyle {1 \over 1}+{1 \over 2}+{1 \over 4}+{1 \over 8}+{1 \over 16}+{1 \over 32}+\cdots =2.}
- مجموع مقلوبات قوى العدد اثنين مع جعل إشارتها تتناوب بين السالب والموجب، يعطي أيضا متسلسلة متقاربة:
{\displaystyle {1 \over 1}-{1 \over 2}+{1 \over 4}-{1 \over 8}+{1 \over 16}-{1 \over 32}+\cdots ={2 \over 3}.}
- مجموع مقلوبات أعداد فيبوناتشي يعطي متسلسلة متقاربة (انظر إلى العدد ψ):
{\displaystyle {\frac {1}{1}}+{\frac {1}{1}}+{\frac {1}{2}}+{\frac {1}{3}}+{\frac {1}{5}}+{\frac {1}{8}}+\cdots =\psi .}

## اختبارات التقارب

إذا بُرهن على أن المتسلسلة الزرقاء متقاربة، فإن المتسلسلة الأصغر منها متقاربة أيضا. وبشكل مماثل، إذا بُرهن على أن المتسلسلة الحمراء متباعدة, فإن أيضا متباعدة.

هناك عدة طرق تمكن من معرفة هل متسلسلة ما تتقارب أو تتباعد.
اختبار المقارنة : حدود المتتالية {\displaystyle \left\{a_{n}\right\}} تُقارن مع حدود متتالية أخرى {\displaystyle \left\{b_{n}\right\}}. إذا توفر ما يلي مهما كانت قيمة n :
{\displaystyle 0\leq \ a_{n}\leq \ b_{n}}, و {\displaystyle \sum _{n=1}^{\infty }b_{n}} متسلسلة متقاربة، فإن {\displaystyle \sum _{n=1}^{\infty }a_{n}.} متقاربة أيضا.
وبشكل مماثل، إذا توفر ما يلي مهما كانت قيمة n:
{\displaystyle 0\leq \ a_{n}\leq \ b_{n}}, و {\displaystyle \sum _{n=1}^{\infty }a_{n}} متباعدة، فإن {\displaystyle \sum _{n=1}^{\infty }b_{n}} أيضا متباعدة.
اختبار النسبة : يُفترض أنه مهما كانت قيمة n فإن {\displaystyle a_{n}>0} وأنه يوجد عدد {\displaystyle r} حيث
{\displaystyle \lim _{n\to \infty }{\frac {a_{n+1}}{a_{n}}}=r.}
إذا كان r <1, فإن المتسلسلة متقاربة. وإذا كان r> 1, فإن المتسلسلة متباعدة. أما إذا كان r = 1, فإن اختبار النسبة يصير غير مجد وغير نافع وأن المتسلسلة قد تكون متقاربة وقد تكون متباعدة.
اختبار الجذر أو الجذر النوني
اختبار التكامل
اختبار مقارنة النهايات
اختبار المتسلسلات المتناونة الإشارة